# Віктор Аведаньйо
Ві́ктор А́нхель Пе́дро Аведа́ньйо (ісп. Víctor Ángel Pedro Avendaño нар. 5 червня 1907 — 1 липня 1984) — аргентинський боксер, олімпійський чемпіон 1928 року.

## Аматорська кар'єра
Олімпійські ігри 1928
- 1/8 фіналу. Переміг Серхіо Оєду (Чилі)
- 1/4 фіналу. Переміг Дональда Каріка (Канада)
- 1/2 фіналу. Переміг Донні Маккоркіндейла (Південно-Африканська Республіка)
- Фінал. Переміг Ернеста Пістулу (Німеччина)